# Tachikawa (Higashitagawa)
Pour les articles homonymes, voir Tachikawa (homonyme).
Tachikawa (立川町, Tachikawa-machi) était un bourg du district de Higashitagawa dans la préfecture de Yamagata au nord de l'île de Honshū au Japon.

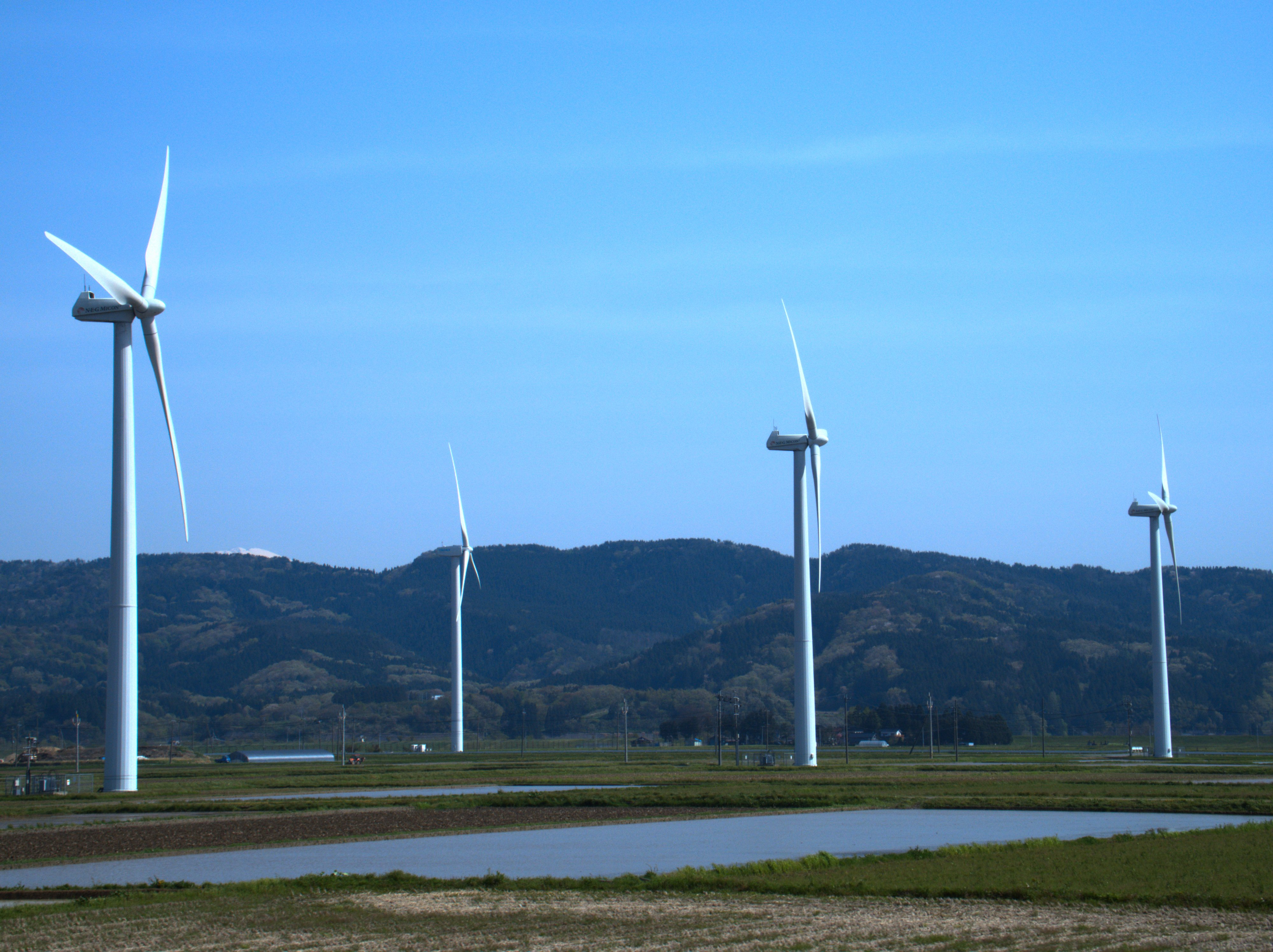

Le bourg a fusionné avec le bourg d'Amarume pour former le nouveau bourg de Shōnai en 2005.